# Italo Rebuzzi
Italo Rebuzzi (Brescia, 13 giugno 1922 – Brescia, 22 giugno 2015) è stato un calciatore italiano, di ruolo centrocampista.
Suo fratello maggiore, Pietro Rebuzzi, fu anch'egli un calciatore.

## Carriera
Ala, giocò diverse stagioni in Serie A con le maglie di Brescia, Sampdoria e Pro Patria, in tutto 185 partite e 29 reti realizzate nel massimo campionato. Fece il suo esordio giovanissimo nel Brescia il 19 gennaio 1940 in Brescia-Sanremese (1-0), tra Serie A e B nel Brescia disputò 165 incontri di campionato, realizzando 30 reti.